# Diecezja Auki
Diecezja Auki (łac.: Dioecesis Aukinus, ang. Diocese of Auki) – rzymskokatolicka archidiecezja na Wyspach Salomona. Siedziba biskupa znajduje się w katedrze w Auki. Podlega metropolii Honiara.

## Historia
- 17 grudnia 1982 - utworzenie diecezji Auki.

## Biskupi
- Gerard Francis Loft SM (1983 - 2004)
- Christopher Cardone OP (2004 - 2016) następnie mianowany arcybiskupem Honiary
- Peter Houhou (2018 - 2023) następnie mianowany biskupem Gizo

## Główne świątynie
- Katedra św. Augustyna w Auki